# Actiu financer
Un actiu financer és, pel seu titular, un dret patrimonial sobre els recursos futurs i incerts que pugui generar una empresa. Les empreses venen/emeten actius financers (drets) als inversors a fi d'obtenir finançament per poder comprar actius reals (tangibles o intangibles), de manera que tot actiu financer en mans d'un inversor és, per a l'empresa emissora, un passiu financer (un deute).
Els actius financers —drets— sobre els recursos futurs i incerts que pugui generar una empresa es poden titulitzar, resultant-ne un valor mobiliari que es pot negociar als mercats financers; la seva correcta valoració, en funció de la rendibilitat, el risc i els temps, és el camp d'estudi de l'economia financera. Donat que tot actiu financer és alhora un passiu financer, les normes internacionals de comptabilitat han definit el concepte genèric d'«instrument financer» que recull alhora la seva doble naturalesa, és un actiu (un dret) per qui en sigui el seu titular, i al mateix temps és un passiu (una obligació) per l'empresa emissora.